# Supersonic
"Supersonic" é uma canção da banda de rock britânica Oasis. É a quinta faixa e primeiro single do álbum de estreia Definitely Maybe, sendo lançado como single em 11 de abril de 1994.

## Faixas
| N.º | Título                        | Duração |  |
| 1.  | "Supersonic"                  | 4:44    |  |
| 2.  | "Take Me Away"                | 4:30    |  |
| 3.  | "I Will Believe"              | 3:46    |  |
| 4.  | "Columbia" (White Label Demo) | 5:25    |  |

## Paradas musicais
| País/Parada (1994–95)                          | Melhor posição |
| ---------------------------------------------- | -------------- |
| Escócia (Scottish Singles Chart)               | 35             |
| Reino Unido (UK Singles Chart)                 | 31             |
| Estados Unidos (Billboard Alternative Airplay) | 11             |